# Ulrich Köhler
Ulrich Köhler (ur. 15 grudnia 1969 w Marburgu) – niemiecki reżyser i scenarzysta filmowy. 

## Życiorys
Urodził się w 1969 w Marburgu, położonym w zachodnich Niemczech. Jako dziecko przez kilka lat przebywał w Zairze, gdzie jego rodzice byli wolontariuszami. Studiował sztukę we francuskim Quimper, a następnie psychologię w Hamburgu. Kontynuował studia na kierunku komunikacja wizualna na hamburskiej Akademii Sztuk Pięknych. W tym czasie zaczął kręcić swoje filmy krótkometrażowe.
Jego dwa pierwsze filmy fabularne, Bungalow (2002) i Montag kommen die Fenster (2006), miały swoją premierę na 52. i 56. Berlinale (odpowiednio w sekcjach "Panorama" i "Forum"). Zdobyły też po kilka nagród na festiwalach w Niemczech i za granicą, m.in. na MFF w Salonikach.
Szczytowym osiągnięciem Köhlera okazał się jego kolejny film, Sen o Afryce (2011). Obraz ten opowiadał o sytuacji ekspatów na Czarnym Lądzie na przykładzie postaci lekarza walczącego przez kilkanaście lat z epidemią śpiączki afrykańskiej w Kamerunie. Inspirowany Jądrem ciemności Josepha Conrada, film ukazywał proces stopniowego wsiąkania głównego bohatera w niełatwą afrykańską rzeczywistość i niemożność wydostania się z niej. Köhlera uhonorowano za film Srebrnym Niedźwiedziem dla najlepszego reżysera na 61. MFF w Berlinie.
Jest mężem reżyserki Maren Ade, z którą ma dwoje dzieci. Mieszkają w Berlinie.

## Filmografia

### Reżyser

#### Filmy fabularne
- 2002: Bungalow
- 2006: Montag kommen die Fenster
- 2011: Sen o Afryce (Schlafkrankheit)
- 2018: W pokoju (In My Room)
- 2019: Das freiwillige Jahr

#### Filmy krótkometrażowe
- 1993: Feldstraße
- 1998: Palü (współreżyser)
- 1999: Rakete (współreżyser)[5][6]